# Краснооктябрьское (Калининградская область)
Краснооктябрьское (ранее п. Красный Октябрь) — посёлок в Черняховском районе Калининградской области. Входит в состав Каменского сельского поселения.

## Население
| 1910 | 1933 | 1939 | 2002 | 2010 |
| ---- | ---- | ---- | ---- | ---- |
| 283  | ↘265 | ↘245 | ↘208 | ↘193 |

## История
До 1946 года посёлок носил название Гросс Понау.